# Bert MacDonald
Bertram Bert Hector MacDonald (25. maj 1902 i Birmingham – 28. december 1965) var en britisk atlet som deltog i de olympiske lege 1924 i Paris.
MacDonald vandt en sølvmedalje i atletik under OL 1924 i Paris. Han var med på det britiske hold som kom på en anden plads i holddisciplinen 3000-meter-løb på hold bagefter Finland. De andre på holdet var Harry Johnston og George Webber.